# 中國哲學史大綱
《中國哲學史大綱》（上卷），胡适著。中国先秦哲学思想史专著。本书原是胡适留学美国哥伦比亚大学时的博士论文《中国古代哲学方法之进化史》，1917年他根据此编成在北大教授“中国哲学史”的讲义。全书共12篇，10余万字。1918年7月，经过整理；8月，蔡元培作序；1919年2月，由上海商务印书馆出版。轰动一时，不过两月就再版。
本书在中国哲学史，甚至在各种专史和通史的研究方面，都堪称是一部具有开创意义的书，是“五四”新文化运动的一个积极成果。蔡元培给此书以很高评价，指出它有四种特长：第一，证明的方法。第二，扼要的手段。第三，平等的眼光。第四，系统的方法。胡適本人自信的說：“我自信，治中國哲學史，我是開山的人，這一件事要算是中國一件大幸事。這一部書的功用能使中國哲學史變色。以後無論國內國外研究這一門學科的人都躲不了這一部書的影響。凡不能用這種方法和態度的，我可以斷言，休想站得住。”
梁啟超在一場演講中評此書：“这书自有他的立脚点，他的立脚点很站得住。这书处处表现出著作人的个性，他那敏锐的观察力，致密的组织力，大胆的创造力，都是不废江河万古流的”，“總說一句，凡關於知識論方面，到處發見石破天驚的偉論，凡關於宇宙觀人生觀方面，什有九很淺薄或謬誤。”冯友兰回忆：“胡适的这部书，把自己的话作为正文，用大字顶格写下来，而把引用古人的话，用小字低一格写下来。这表明，封建时代的著作，是以古人为主。而五四时期的著作是以自己为主。”“在中國哲學史研究的近代化工作中，胡適創始之功，是不可埋沒的”。馮友蘭後來也寫了一本《中國哲學史》，胡適的《中國哲學史大綱》與馮友蘭的《中國哲學史》作為比較時，一般都認為後者勝於前者。
中國哲學史大綱只完成上半卷，雖然胡適在有生之年一再承諾要將下半卷付梓，但這本書始終是一本「上卷書」。胡適的名作《中國哲學史大綱》、《白話文學史》，都只有上卷，人稱“善作半卷書”。 
- 王汎森：〈从哲学史到思想史——胡适的英文《中国思想史大纲》草稿（页面存档备份，存于）〉。